# Molossové

Molossie ve starověku

Molossové (řecky: Μολοσσοί nebo Μολλοτοί, romanizovaně: Molossoi nebo Molottoi) byla skupina starořeckých kmenů, které ve starověkém Řecku obývaly oblast Epiru. Na severní hranici sousedili s kmenem Chaonů a na jižní hranici s královstvím Thesprótů. Kolem roku 370 př. n. l. vytvořili vlastní stát a byli součástí Epirské ligy. Nejslavnějším molosským vládcem byl Pyrrhos z Epiru, považovaný za jednoho z největších generálů starověku. Ve třetí makedonské válce (171–168 př. n. l.) se Molosové postavili proti Římské republice a byli poraženi. Po válce bylo 150 000 Mollosů zotročeno a převezeno do Římské republiky, převážně do samotné Itálie.